# 3 Pomorska Dywizja Zmechanizowana
3 Pomorska Dywizja Zmechanizowana im. Romualda Traugutta (3 DZ) – związek taktyczny wojsk zmechanizowanych ludowego Wojska Polskiego.

## Formowanie i zmiany organizacyjne
Na podstawie zarządzenia nr 023/Org. szefa Sztabu Generalnego WP z 7 marca 1962 3 Pomorska Dywizja Piechoty została przeformowana w 3 Pomorską Dywizję Zmechanizowaną według etatów nr 5/323-5/337 skadrowanej dywizji zmechanizowanej o stanie osobowym 2237 żołnierzy i 68 pracowników cywilnych.
W pułku zmechanizowanym były trzy bataliony piechoty zmotoryzowanej, z których każdy miał inny stopień skadrowania, kompania czołgów i artyleria pułkowa. W artylerii pułkowej rozwinięta była bateria moździerzy 120 mm, natomiast bateria armat przeciwpancernych została w znacznym stopniu skadrowana. Pułk liczył 318 żołnierzy. Na jego uzbrojeniu znajdowało się: 7 czołgów T-34/85, 1 transporter opancerzony BTR-152, 6 armat przeciwpancernych 85 mm, 6 dział bezodrzutowych 82 mm, 6 armat przeciwpancernych 57 mm, 6 moździerzy 120 mm, 9 moździerzy 82 mm, 4 karabiny przeciwlotnicze PKM-2 i 61 granatników RPG-2. Pułk czołgów posiadał: pięć kompanii czołgów średnich, pluton piechoty oraz skadrowany pluton przeciwlotniczy. Stan osobowy pułku wynosił 212 żołnierzy, a na jego uzbrojeniu znajdowało się 36 czołgów średnich T-34/85.
Na przełomie 1964 i 1965 dywizja przeszła na nowe etaty „skadrowanej dywizji zmechanizowanej”. Jej pułk zmechanizowany, w miejsce typowych pododdziałów bojowych, miał tylko jeden batalion ochrony i szkolenia rezerw. Składał się on z kompanii ochrony i skadrowanej kompanii piechoty zmotoryzowanej. Pozostałe ogniwa dowodzenia i zabezpieczenia logistycznego z wyjątkiem sekcji technicznej, której podporządkowana została kompania napraw i konserwacji, zorganizowane były wg dotychczasowych zasad. W pułku było 226 żołnierzy. Jego uzbrojenie stanowiły: 2 czołgi T-34/85 i 15 granatników RPG-2. W pułku czołgów średnich liczbę pododdziałów bojowych zredukowano do jednej kompanii czołgów i plutonu ochrony. Stan osobowy pułku wynosił 208 żołnierzy. Na uzbrojeniu miał 7 czołgów T-34/85.
W 1988 roku 3 DZ została przeformowana w 3 Bazę Materiałowo-Techniczną. W 1991, w ramach planu odbudowy jednostek na „ścianie wschodniej”, rozpoczęto odtwarzanie 3 Dywizji Zmechanizowanej. Sformowano dowództwo dywizji oraz 7 pułk zmechanizowany. W 1993 ze względu na braki kadrowe i sprzętowe formowanie kolejnych jednostek zostało wstrzymane. W 1994 została sformowana 3 Brygada Zmechanizowana, która gotowość bojową osiągnęła w następnym roku.

## Struktura organizacyjna
- Dowództwo 3 Dywizji Zmechanizowanej w Lublinie
- 7 Kołobrzeski pułk zmechanizowany w Lublinie
- 8 Bydgoski pułk zmechanizowany w Hrubieszowie
- 45 pułk zmechanizowany w Siedlcach
- 5 pułk czołgów średnich we Włodawie
- 3 Kołobrzeski pułk artylerii w Chełmie
- 18 dywizjon artylerii przeciwlotniczej w Siedlcach
- 42 dywizjon rakiet taktycznych w Choszcznie (eksterytorialnie w POW)
- 4 batalion saperów w Sandomierzu
- 53 batalion łączności w Lublinie
- 3 batalion remontowy w Lublinie

## Dowódcy dywizji
- płk Janusz Sieczkowski (1962–1966)
- płk Edward Mogielnicki (1966–1967)
- płk Henryk Wysocki (1967–1968)
- płk Filip Majewski (1968–1971)
- płk Franciszek Fiutek (1971–1974)
- płk Mieczysław Kędzia (1974–1977)
- płk / gen. bryg. Kazimierz Bogdanowicz (1978–1983)
- płk Jan Wójtowicz (1983–1988)